# Pseudoterpna viridisparsata
Pseudoterpna viridisparsata är en fjärilsart som beskrevs av Roquette 1857. Pseudoterpna viridisparsata ingår i släktet Pseudoterpna och familjen mätare. Inga underarter finns listade.